# Felicia Mulinari
Maria Felicia Neergaard Mulinari, född 16 november 1990 i Lund, är en svensk dramatiker och poet.
Mulinari var en av textförfattarna bakom revyn Vinnaren tar allt (2018) på Malmö stadsteater och Göteborgs stadsteater och skrev tillsammans med Saga Gärde manus till barnteaterföreställningen Labyrint (2018).
 Hon bokdebuterade med lyriksamlingen Det som inte kan utplånas (2019) på Albert Bonniers förlag.
Mulinari har också verkat som skribent i ETC och Feministiskt perspektiv och arbetat som skrivarlärare på Kvinnofolkhögskolan i Göteborg. Hon har gått skrivarlinjerna på Biskop-Arnös folkhögskola och Skurups folkhögskola.